# Dorfkirche Kaltenborn (Niedergörsdorf)

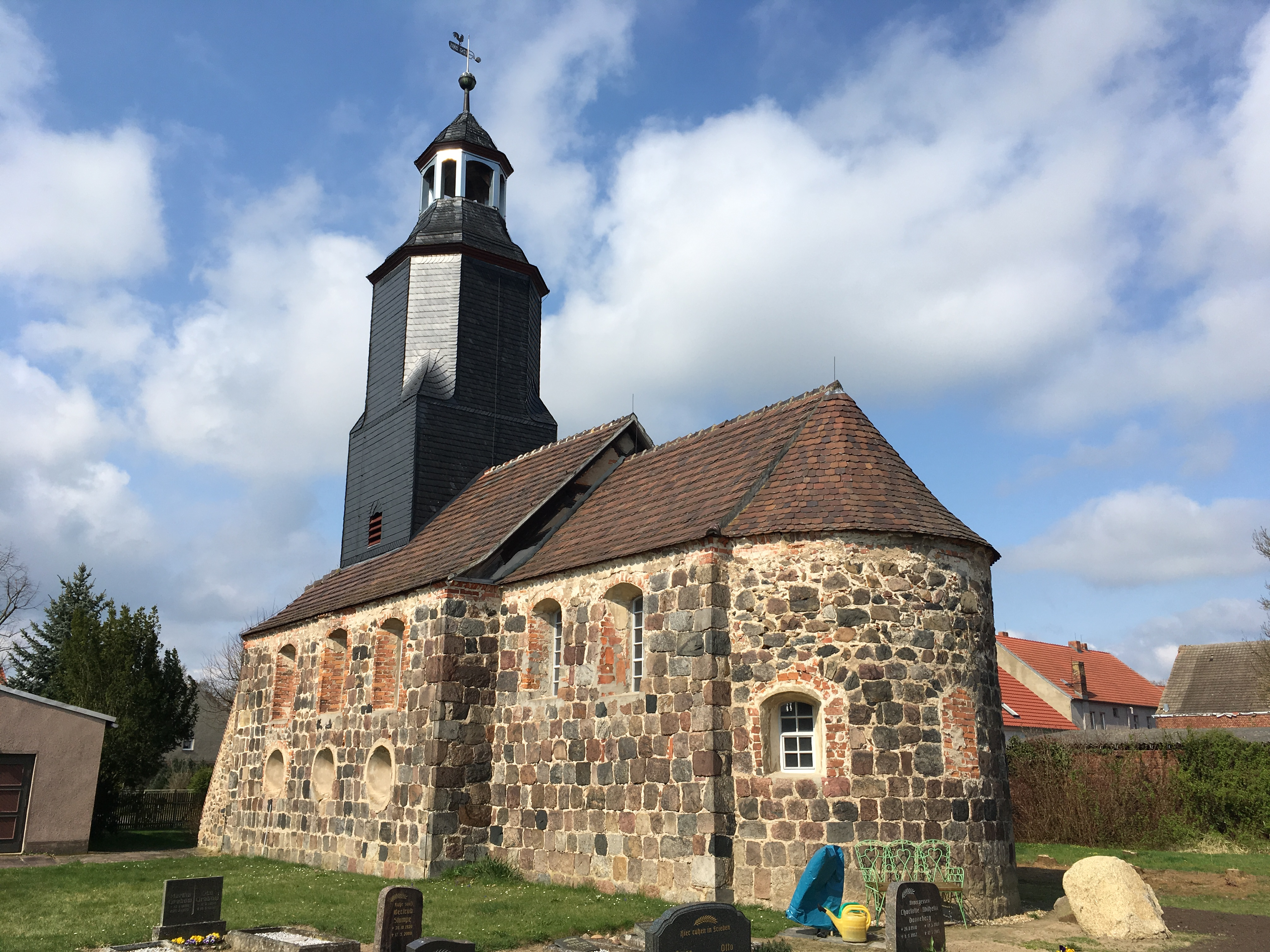
Dorfkirche Kaltenborn

Die evangelische Dorfkirche Kaltenborn ist eine Feldsteinkirche aus dem 13. Jahrhundert in Kaltenborn, einem Ortsteil der Gemeinde Niedergörsdorf im Landkreis Teltow-Fläming im Land Brandenburg. Die Gemeinde gehört zum Evangelischen Kirchenkreis Zossen-Fläming der Evangelischen Kirche Berlin-Brandenburg-schlesische Oberlausitz.

## Lage
Durch den Ort führt die Landstraße 812, die von Norden kommend nach Südosten verläuft. In der Dorfmitte zweigt sie in Richtung Westen als Dorfstraße ab. Nordöstlich dieser Abzweigung steht die Kirche. Sie wird von einer Feldsteinmauer umgeben.

## Geschichte

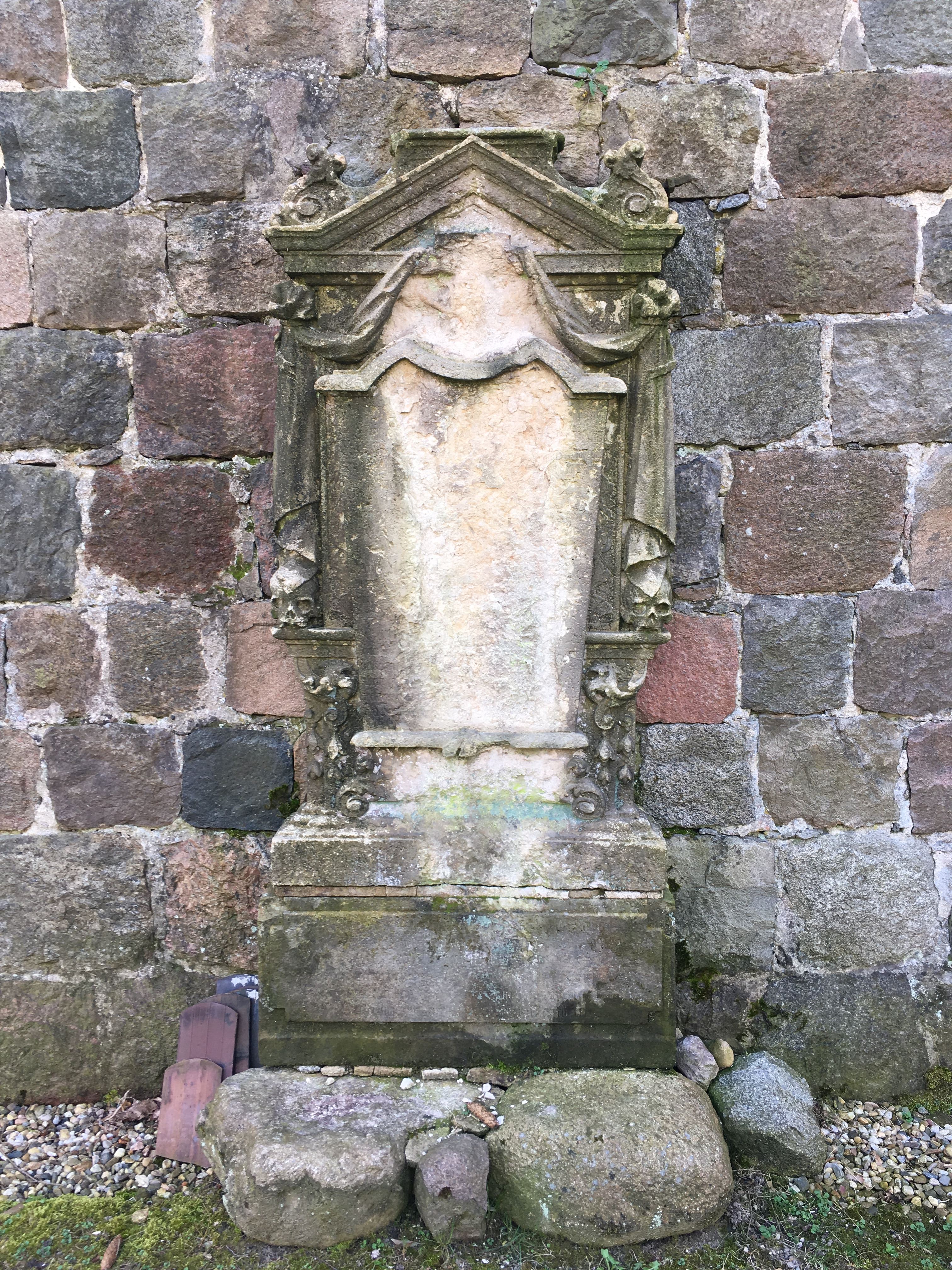
Epitaph an der nördlichen Wand des Kirchenschiffs

Der Sakralbau entstand in der ersten Hälfte des 13. Jahrhunderts, als Handwerker einen breiten Saal im romanischen Stil errichteten. Ende des 15. Jahrhunderts erhielt das Bauwerk eine flache Decke, die das bis dahin vorhandene Tonnengewölbe ersetzte. 1785 brannte das Bauwerk ab und wurde in den darauffolgenden Jahren von der Kirchengemeinde wiederaufgebaut. Dabei vergrößerten Handwerker die Fenster, erneuerten das Dachwerk, erhöhten die Apsis und errichteten den Westturm. Anschließend bauten sie eine Hufeisenempore ein, richteten dort eine Winterkirche ein und tauschten Teile der Ausstattung aus. In den Jahren 1908 und 1909 bauten weitere Handwerker an der Südseite des Kirchenschiffs Okuli ein. Die barocke Südempore wurde abgerissen und an ihrer Stelle Kirchengestühl aufgestellt. 2006 ließ die Kirchengemeinde die Orgel für rund 30.000 Euro restaurieren. 2015 erneuerte sie mit Hilfe der Dorfbewohner für rund 11.000 Euro den Fußboden im Altarraum, 2016 den Bodenbelag im Kirchenschiff. Das Geld wurde unter anderem durch Spenden und Benefizkonzerte aufgebracht. Dabei wurde eine im Boden eingelassene Grabplatte freigelegt, dessen Inschrift jedoch nicht mehr zu entziffern ist.

## Baubeschreibung
Die Apsis entstand aus regelmäßig behauenen und insbesondere im unteren Bereich lagig geschichteten Feldsteinen und ist seit dem 18. Jahrhundert rund und leicht eingezogen. Von den drei segmentbogenförmigen Fenstern ist das mittlere zugesetzt. Die Laibungen sind mit Gesteinssplittern sowie rötlichem Mauerstein ausgebessert und zum Teil hell verputzt. Im oberen Bereich verlaufen die Linien; die Steine sind dort nur zum Teil geschichtet und behauen. An die Apsis schließt sich nach Westen der ebenfalls eingezogene, rechteckige Chor an. Er hat an jeder Seite zwei hochgesetzte, größere und segmentbogenförmige Fenster. Die Feldsteine sind in diesem Bereich deutlich sorgfältiger geschichtet und quaderförmig behauen. Rechts unterhalb der beiden Fenster an der Chornordwand ist eine mit rötlichen Mauersteinen zugesetzte Pforte erkennbar. Die Lagigkeit der Feldsteine findet der Betrachter auch im Kirchenschiff mit drei ebenfalls hochgesetzten Fenstern. Auch sie wurden zu einem späteren Zeitpunkt vergrößert und mit rötlichem Mauerstein neu eingefasst. Auffällig sind an der Südseite die zusätzlichen, drei darunterliegenden Ochsenaugen, deren Form durch helle Faschen betont werden. Sie fehlen an der Nordseite. Dort ist ein Epitaph, dessen Inschrift im Jahr 2017 nicht mehr leserlich ist. Rechts daneben ist eine Pforte. Die westliche Wand des Kirchenschiffs ist aus lagig geschichteten Feldsteinen errichtet. Die Wand wurde zu einem späteren Zeitpunkt aus statischen Gründen mit je zwei mächtigen Strebepfeilern aus Gesteinssplittern errichtet und mit rotem Mauerziegel verstärkt. Der achteckige Westturm ist mit schwarzem Schiefer verkleidet. Im unteren Bereich ist an den drei zugänglichen Seiten je eine Klangarkade. In der Laterne hängt eine Glocke; darüber ist eine Turmkugel mit Kreuz.

## Ausstattung
Der Kanzelaltar mit seitlichen Durchgängen entstand in den Jahren 1822 und 1823. Er ist in einem hellen Farbton gehalten, schlicht und mit farblich schwach abgesetzten Kassetten verziert. Darüber ist ein Schalldeckel, der die schlichte Formensprache aufnimmt. Zwischen Chor und Kirchenschiff ist ein kräftiger, runder Triumphbogen. Die Empore ist in einem hellblauen Farbton gehalten und ebenfalls mit Kassetten verziert. Auf der Westseite steht eine Orgel von Johann Tobias Turley mit einem Prospekt aus dem Jahr 1822. Eine spätmittelalterliche Sakramentsnische ist mit einem Gitter verziert. Die runde Fünte stammt ausweislich des Dehio-Handbuchs vermutlich aus dem Mittelalter. Das Bauwerk ist in seinem Innern flach gedeckt.
Ein Mahnmal erinnert an die Gefallenen aus dem Ersten Weltkrieg. Es wird durch ein Mahnmal für die Opfer des Zweiten Weltkrieges ergänzt, das sich außerhalb des Bauwerks nördlich der Nordwand des Kirchenschiffs befindet.